# 纳撒尼尔·罗切斯特
纳撒尼尔·罗切斯特（英语：Nathaniel Rochester，1919年1月14日—2001年6月8日），是IBM 701总设计师，编写了第一个汇编语言，并参与了人工智能领域的创立。

## 早期工作
罗切斯特于1941年获得麻省理工学院电气工程学士学位。他畢業後留在麻省理工，在辐射实验室工作了三年，然后轉到了希凡尼亚公司，负责雷达设备和其他军事设备的设计和建造。他的团队为麻省理工学院的旋风计算机构建了算术元件。

## 701计算机
1948年，罗切斯特轉到 IBM，在那里他设计了 IBM 701，这是第一个通用的大规模生产的计算机。他写了第一个符号汇编程序，它允许程序以简短、可读的命令而不是纯数字或密码编写程序。他成为 IBM 700系列电脑的首席工程师。

## 人工智能
1955年，IBM 组织了一个小组，研究模式识别、信息理论和开关电路理论，由罗切斯特领导。在其他项目中，该小组模拟了一台 IBM 704计算机上的抽象神经网络的行为。
那年夏天，年轻的达特茅斯学院数学家约翰·麦卡锡（John McCarthy）也在 IBM 工作。他和马文·闵斯基开始认真讨论智能机器的概念。他们向罗切斯特和 克劳德·香农提出了一个关于这个问题的会议。在两位资深科学家的支持下，他们从洛克菲勒基金会获得了7,000美元，以资助1956年夏天的一次会议。这次会议现在被称为达特茅斯会议，被广泛认为是「人工智能的诞生」。
罗切斯特继续监督 IBM 的人工智能项目，包括阿瑟·塞缪尔的跳棋项目、赫伯特·格勒尼特的几何定理以及亚历克斯·伯恩斯坦的国际象棋项目。1958年，他擔任麻省理工学院的客座教授，在那里他帮助麦卡锡开发 Lisp 编程语言。
在 IBM 开发的人工智能程序开始产生大量的宣传效果，并且在《科学美国人》和《纽约时报》上都有报道。IBM 股东开始向 IBM 总裁小托馬斯·J·沃森施压，要求他解释为什么研究资金被用来处理这些「无聊的事情」。此外，IBM 的营销人员已开始注意到，客户害怕「电子大脑」和「思维机器」的概念。大约在1960年编写的一份内部报告，建议 IBM 停止对人工智能的广泛支持。因此 IBM 终止了人工智能计划，并开始大力传播这样一个信息：「计算机只能做他们被告知的事情」。

## 后期工作
在1960年代，罗切斯特继续在 IBM 工作，从事低温和隧道二极管电路的前沿研究。 1975年，他在 IBM 剑桥研究所工作，研究 IBM 和弦键盘。后来他加入了 IBM 的数据系统部门，开发了编程语言和先进的计算机科学。 

## 荣誉
1967年，罗切斯特被任命为 IBM 會士（Fellow），这是该公司的最高技术职位。1984年，他獲得了 IEEE 计算机协会的计算机先驱奖。

### 腳註
1. ↑  Crevier 1993，第39–40頁 and see McCarthy et al. 1955
2. ↑  Nathaniel Rochester;  et al. . December 1978.
3. ↑  US 4,042,777,「One-handed keyboard and its control means」

### 其他
- 《人工智能的动荡搜寻》 ，纽约: BasicBooks，ISBN 0-465-02997-3
- 约翰·麦卡锡; 马文·闵斯基 ; 内森.罗切斯特; 克劳德·香农 (1955年) ，达特茅斯夏季人工智能研究项目提案. 1955  [2018-09-06]. （原始内容存档于2007-08-26）.
- 美国国家研究委员会(1999年) ,"人工智能的发展"，资助革命: 政府支持计算机研究，国家学院出版社，retrieved 30 August 2007
- Pigott，Diarmuid (1995) ，Nathaniel Rochester，从2011年9月27日的原始档案中归档Pigott, Diarmuid, , 1995, （原始内容存档于2011-09-27）